# Nora Ashe
Pour les articles homonymes, voir Ashe.
Nora Ashe (15 juillet 1882 - 20 janvier 1970) est une enseignante irlandaise, nationaliste et militante de la langue irlandaise. 

## Enfance et famille
Nora Ashe est née à Kinard, Lispole, comté de Kerry, le 15 juillet 1882. Elle est la troisième fille des dix enfants de Gregory Ashe, un fermier, et Ellen (née Hanafin). Ses parents ont l'irlandais pour langue maternelle et parlent couramment l'anglais. Même si l'anglais est la langue utilisée à la maison, Ashe elle-même est bilingue. Son frère cadet est Thomas Ashe. En raison de l'influence de leur père, tous les enfants s'intéressent à la musique, la littérature et l'histoire irlandaises. Ashe fréquente l'école Loreto à Killarney. Elle enseigne à l'école du couvent de Kilrush Mercy, avant de poursuivre ses études au Carysfort College, où Éamon de Valera lui enseigne en conversant souvent en irlandais. Après avoir terminé sa formation en enseignement, elle enseigne à Cappamore, dans le comté de Limerick,. 
Pendant l'insurrection de Pâques 1916, elle se trouve à Cappamore. Grâce à son frère Thomas, elle fait la connaissance d'Austin Stack, de Seán Mac Diarmada, de Michael Collins et de Sean O'Casey. Après l'insurrection, alors que Thomas est emprisonné en Irlande puis en Angleterre, Ashe lui rend visite et lui écrit ainsi qu'à un certain nombre de ses collègues, c'est par elle que Thomas garde le contact avec ses amis en Irlande. Elle lui apporte un message de Collins quand il est à la prison de Lewes, rencontrant également Stack et un certain nombre d'autres condamnés. Lorsque Thomas retourne à Kerry après sa libération en juin 1917, elle l'accompagne. Elle continue à lui rendre visite après son incarcération à la prison de Mountjoy à la fin de l'été 1917. À la mort de Thomas, le 27 septembre 1917, à la suite d'une grève de la faim, elle écrit « c'était la dernière chose que nous nous attendions à entendre ». Ashe est la première de la famille Ashe à arriver à l'hôpital Mater et participe à l'organisation d'une manifestation durant les funérailles de Thomas. 

## Carrière
Elle déménage à Dublin pour enseigner à la Central Model School de Marlborough Street. Elle est ensuite nommée directrice de Scoil Mhuire, restant à ce poste jusqu'à sa retraite. Depuis sa fondation en 1926, Ashe est une membre active de Fianna Fáil, étant membre de son comité exécutif national. Elle est impliquée dans la Ligue gaélique pendant de nombreuses années, assistant à leur ard fheiseanna, et a été administratrice de Choiste Gnótha de 1923 à 1941. Elle participe à la fondation de la School Dramatic Society en 1934, siégeant au comité fondateur. Ashe passe beaucoup de temps à préserver la mémoire de son frère, notamment en tant que source d'informations sur sa vie,. 
Ashe meurt à Dublin le 20 janvier 1970 et est enterrée à Straffan, dans le comté de Kildare. La bibliothèque du comté de Kerry détient des photographies de la famille Ashe et une partie de la correspondance est conservée à la Bibliothèque nationale d'Irlande. 